# Jahtaška eskadra u Puli
Cesarska i kraljevska jahtaška eskadra u Puli (njem. kaiserlich und königlich Yachtgeschwader in Pola), nautički klub sa sjedištem u Puli koji je utemeljen 1891. godine.

## Povijest
Jahtaška eskadra utemeljena je 1. kolovoza 1891. godine pod pokroviteljstvom cara Franje Josipa I. radi poticanja zanimanja, promicanja austro-ugarske ratne mornarice i razvitka znanstvenih projekata. Budući da je glavna ratna luka austro-ugarske ratne mornarice bila u Puli, sjedište Jahtaške eskadre također se nalazilo u tom gradu, točnije u vili Monai podno Monte Zara upravo nasuprot Mornaričkog kasina, društvenoga doma austro-ugarskih mornaričkih časnika. Na vrhu Monte Zara nalazio se Hidrografski zavod koji je bio jedna od glavnih znanstvenih ustanova ratne mornarice, pa je zgrada Jahtaške eskadre bila locirana nadohvat onih ustanova s kojima je inače ostvarivala tijesnu suradnju.
Jahtaška eskadra bila je elitni nautički klub čiji su članovi bili redom pripadnici austro-ugarske visoke aristokracije. Mnogi austrijski nadvojvode koji su svoju vojnu karijeru gradili unutar ratne mornarice, bili su članovi kluba, a najpoznatiji su bili Karlo Stjepan, Franjo Ferdinand i Ludvig Salvator.
Sve jahte u vlasništvu građana Austro-Ugarske Monarhije imale su pravo istaknuti zastavu austro-ugarske ratne mornarice te dužnost staviti plovilo na raspolaganje u slučaju rata. Klub, kojemu su na čelu bili nadvojvode Karlo Stjepan (do 1899.), Franjo Ferdinand i naposljetku Maksimilijan, redovito je priređivao regate različitih vrsta i klasa (veslačke, jedriličarske, na parni pogon). Njegovo je područje bilo u uvali Vergaroli. Kad je 1916. osnovan Austro-ugarski jahtaški klub (njem. Österreichisch-ungarischer Yachtklub), postao mu je sastavnim dijelom.
Jahtaška eskadra ukinuta je nakon raspada Carevine Austro-Ugarske sa završetkom Prvoga svjetskog rata. Posljednja opća skupština održana je 1918.

## Naziv
Službeni naziv nautičkog kluba bio je kaiserlich und königlich Yachtgeschwader što se doslovno prevodi kao cesarska i kraljevska jahtaška eskadra, jer njem. das Geschwader (prema franc. escadre i tal. squadra) znači eskadra, tj. skup ratnih brodova, u ovome slučaju jahtâ čija je definicija bila regulirana klupskim statutom. U Statutu kluba jahtom se nazivalo svako plovilo na jedra ili parni pogon (poslije i na motorni pogon) koje nije imalo poslovnu namjenu zarade, nego športsku ili znanstveno-istraživačku.

## Odore
Statut je strogo definirao pravila o odorama. Jasno se razlikovala odora komodora, vicekomodora i kontrakomodora, te odore ostalih članova. Razlikovale su se u zlatnim bordurama na hlačama kao i u broju kruškolikih petlji na rukavima redengota. Odora za plovidbu ili komoda bila je jakna bijele ili plave boje bez oznaka i s duguljastim gumbima bez obzira na čin. Kapetani i strojari imali su svoj obilježja. Posada je nosila plave vunene žersej košulje. Na grudima je bilo ispisano ime jahte velikim latiničnim slovima ispod kojih je pisalo K.u.K.Y.G. izvezeno u crvenoj boji. Mornarske hlače bile su bijele ili plave, a kapa je imala crnu svilenu traku s imenom jahte na obodu sa zlatnim slovima. Kod komode su imali šiljastu kapu s bijelim i crvenim prugama.
Tvrtke za isporuku odora bile su u bečka Franz Thill & nećak te londonska John Morgan & sinovi.

## Poznati članovi
- nadvojvoda Karlo Stjepan Austrijski, komodor eskadre do 1899.
- nadvojvoda Franjo Ferdinand Austrijsko-Estenski, komodor eskadre nakon 1899.
- Korwin Ignacy Karol Milewski, član i donator nagrada na regatama
- nadvojvoda Ludvig Salvator Austrijski, suosnivač i član
- Vilim II., njemački car, počasni član
- Edvard, princ Walesa, počasni član
- Albert I., princ Monaka, počasni član

## Poznata plovila
- MY Ossero, jahta izgrađen 1896. u tršćanskom brodogradilištu sv. Roka, poslije mijenjala ime u Dalmat, Vila, Fata, Orjen i konačno Istranka.

## Više informacija
- austro-ugarska ratna mornarica

## Vanjske poveznice
- Službene stranice k.u.k. Yachtgeschwadera, društva koje je nastavilo tradiciju pulskog nautičkog kluba nakon 1991. godine.